# Anne Holm (triatlet)
Anne Holm (født 9. juli 1999 i København) er en forhenværende triatlet og cykelrytter fra Danmark, der i triatlon repræsenterede det danske landshold og den franske klub ISSY Triathlon. Hun stoppede karrieren ved udgangen af 2024.

## Karriere

### Landevejscykling
Fra starten af 2022 lavede Anne Holm en aftale med det danske hold Team ABC Dame Elite. Her skulle hun være en del af holdet, samtidig med at hun forsatte med triathlon, og satsede på af kvalificerer sig til Sommer-OL 2024 i den disciplin. Hendes første licensløb for holdet var 1. afdeling af DCU Ladies Cup 2022, hvor hun på den 26 km lange enkeltstart endte på andenpladsen. I starten af juni meddelte holdet at Anne Holm ikke længere var en del af Team ABC Dame Elite, da hendes fokus på triatlon ikke viste sig foreneligt med teamets ambitioner og løbskalender.